# 侮蔑
侮蔑（ぶべつ、英語: insult）は、他者を侮り、蔑み、馬鹿にしたり、罵ったり、ないがしろにすること。侮蔑に使われる語句を侮蔑語という。侮蔑は、言葉や態度に現れるものに限らず、「彼の表現には侮蔑の意図があったのか」などの用法に見られるように、侮蔑感情を含めて考察・記述されなければならない。

## 意義
侮蔑の類義語や現象形態は多数あり、侮蔑の類義語としては、悪態、悪口、罵倒、卑罵、憎まれ口、雑言、そしり、ののしり、皮肉、あだ名、侮辱語、蔑視語、毒舌、罵詈、罵倒、揶揄、非難、皮肉、風刺、陰口などがある。
学術研究では卑罵表現という言葉も用いられる。
浜田1989は、言語行動としての罵りを「対象の持つマイナス面に言及するか、あるいは、マイナスの評価を付し、対象を攻撃する言語行動」と定義している。
金田一春彦は「日本語百科大事典」で「喧嘩、口論、もしくは制裁などの場で、悪行を暴露して非難を浴びせ、あるいは弱点を指摘して畏縮させるなど、相手をおとしめ、自己の優位を確立しようとする攻撃的ないいまわし」として、悪口、悪態、皮肉、あてつけ、あてこすり、厭味、陰口、諷刺などを列挙した。
他方で、堀内1978は、「罵倒には敵意や悪意のあるものと、親しみを裏返しに表すものがある」と指摘している。
敵対というより一歩距離をおいて哀れんで見下げている場合は軽蔑と呼ばれることが多い。軽蔑の意図が薄く敵対的意図が強い場合は侮辱と呼ばれることが多い。風刺の意図が強い場合揶揄とも呼ばれる。
強い侮蔑を罵詈（ばり）といい、罵詈雑言（ばりぞうごん）を浴びせるなどと表現があり、侮蔑よりも誹謗中傷の意が強まる。場合によっては暴言と見なされたりする。
侮蔑対象のいないところで侮蔑する場合、陰口、かげごとと呼ばれる。

### 侮蔑に使われる言葉（侮蔑語）
侮蔑や人種差別に使われる語を侮蔑語、蔑視語、憎悪語、不快語、罵語、悪態語という。
中国語では「罵人話」「下流話」、罵詈語、罵詈、罵話などと表わす。
英語ではpejorative またはスラー(slur)（陰でこそこそと言う中傷の意味）と言う。ロシア語圏ではマット (mat) という罵倒語がある。
侮蔑語はしばしば公の場所からは排除され、俗語となっている。
また、卑語 (Swear Words) 、卑罵語 (profanity) などもあり、卑罵語は宗教的な冒涜語としても使用される。
特定の人物や、特定の特徴をもつ人や物事を蔑んで（馬鹿にして、見下して）呼ぶ言葉、特に正式名称のある場合の別名を蔑称（べっしょう）といい、英語では差別的な蔑称をネーム・スラー (name slur) 、また人種差別的な蔑称はエスニック・スラー (ethnic slur) という。
代表的な日本の侮蔑語に馬鹿・阿呆・間抜け、古語の「たわけ」などがある。英語ではビッチ (bitch) 、マザーファッカー (motherfucker)〔臆病者〕、アスホール (asshole) など、韓国語ではセッキ（새끼、ガキ）、ケーセッキ（개새끼、犬ころ）、シッパル（씨팔、性器）などの侮蔑語彙がある。

### 法と侮蔑
日本の刑法では、侮辱罪、名誉毀損罪などで規定されている。言語による侮辱表現は悪口とも呼ばれ、古くは武家法や御成敗式目第12条などで犯罪とされた。
ロシア、ソ連では罵倒語（マット）への検閲は厳しく、小説や学術研究での利用も禁止されており、使用した場合は名誉毀損罪に問われた。ロシア刑法では「屈辱的な発言」をインターネットでも禁止している。
ロシアでは、信者の感情を侮辱する（ロシア連邦刑法の148）、裁判官を侮辱する（ロシア連邦の刑法の297）、当局の代表者（ロシア連邦の刑法の319）および公務を遂行する軍人（ロシア連邦刑法336）、残りは2012年12月8日からの行政犯罪（ロシア連邦行政犯罪法第5.61条）（45項を参照） 2011年12月7日の連邦法第1条のN420-FZ「ロシア連邦の刑法およびロシア連邦の特定の立法法の改正について」）。

### 宗教と侮蔑
日本では、神道や仏教に関連した「穢れ」という概念があり、宗教的・精神的な意味で嫌悪を表現する場合、「けがらわしい」（汚らわしい、穢らわしい）という表現が使われる場合がある。
侮蔑、卑罵表現は反社会的に、タブーとされていることを破るのではないかともいわれる。
キリスト教圏などで侮蔑する場合は罪の概念を用いることが多い。
宗教戦争では相手の宗教を冒涜し、罵倒することが行われる。
ロシア正教では罵倒語（マット）の根絶を目指している。

### 社会における侮蔑

#### 卑罵表現の機能
二重機能
李紋瑜によれば、卑罵表現は直接（顕在）的機能、間接（潜在）的機能の二重機能があるとされる。直接（顕在）的機能では、敵意、憎悪、嫌悪などの感情を直接表出し、カタルシスを得る。間接（潜在）的機能では親愛の表出がある。例えば、親しいものに「アホ」と呼ぶことなど。このように、卑罵表現は人間を互いに敵対させる機能がある一方で、連帯や愛を生む面もあるとされる。
また、ロシアでの罵倒語研究では、V・ジェルビスが『罵倒の戦場 社会問題としての悪態』(2001年) において、儀礼、抑圧、悪態の三項から説明し、抑圧された気持ちが表現されたものとした。またモキエンコは「悪態をつく人は昔ながらの伝統的な方法で自分のロシア的な心を吐いて、人生、人々、そして政府に対する不満を表している」とのべた。

#### 冗談関係における卑罵表現
世界各地でみられる冗談をいいあう冗談関係においては、卑罵表現が使われ、どのような悪態でからかわれても、それに腹をたてないものとされる。
北部カメルーンのフルベ族とカヌリ族は冗談関係にあるが、通常の冗談だけでなく、悪態、罵倒などもふくみ、「こいつはわたしの奴隷」「無用者」「犬の子」「ハイエナの化け物」「偽善者」「目も見えないくせに」といった言葉も使われ、さらには殴ったり、たたいたり、盗み、服を破ることなどの儀礼的な暴力もおこなわれる。
また、ポライトネス理論によれば、同じ言語行動でも、相手との関係によって言語行動の心地よさは変化していくので、攻撃的な冗談であっても許容される。普通の友人であれば侮辱と取られる行動も、親友であれば互いに楽しみうる冗談とみなされる。
葉山大地、櫻井茂男によれば、「冗談関係の認知」という関係スキーマ（相互の関係についての知識の枠組み）によって、こうした冗談関係は変化していく。

#### 差別と侮蔑
侮蔑は差別、いじめ、家庭内暴力においても行われる。
社会的立場が弱い人に対する差別に使われる蔑称や侮蔑語は差別用語や放送問題用語・放送禁止用語とされ、公の場所での使用が禁止されたり、排除の対象になることがある。しかし、差別語の排除が過剰である場合、言葉狩りとして批判されることもある。社会的立場が平均的ないし強い人に対して使われる蔑称は揶揄として取り扱われる場合が多い。近年は差別的な侮蔑発言をヘイトスピーチ（憎悪表現）として制限する動きがある。

#### コミュニケーションの暴力
社会学者の中村正は、家族などの親密な関係における暴力には「心理的、言語的、感情的な暴力」やネグレクト行為などがあり、これらは「個人の尊厳を傷つけるようにした卑下、降格、侮蔑、罵倒、無視、つまりコミュニケーションの暴力としてある。人の尊厳を傷つけるような儀式のようにして機能するいじめ、罵り、辱め行為がある」と指摘し、侮蔑、罵倒、卑下といった行為を「コミュニケーションの暴力」として論じた。

### 動物行動学、人間行動学から見た侮蔑
ダーウィンは『人及び動物の表情について』において軽蔑・侮蔑は嫌悪の感情、味覚や嗅覚との連合があるとしている。
また、動物行動学と人間行動学者のデズモンド・モリスによれば、言語行動は不適切な状況、時と場所で行われると侮蔑表現になりうると指摘している。

## 侮蔑表現の言語的特徴

### セマンティック・チェンジ
侮蔑語、侮辱語と捉えるか否かは所属する社会集団によって変化する。例えばハッカーはマスメディアなどで報じられることにより一般社会ではコンピュータを破壊する者、コンピュータ社会の秩序の乱す者を指す言葉として用いられるため侮辱語といえるが、元のハッカー・コミュニティー内部ではコンピュータのエキスパートという捉え方をするため決して侮辱語ではない（コンピュータ社会の秩序紊乱者を表す侮蔑語としてクラッカーと使い分けをしている）。また逆に、ある社会集団では侮蔑語であったものが、別の社会集団に取り入れられる、もしくは社会集団を超えて広く一般社会全体で使用されるようになると侮蔑語ではなくなる場合もある（例: 元は「チンピラ」を意味する「パンク」）。この現象は言語学における意味変化（意味変質、セマンティック・チェンジ）の一つである。

### 同音異義語
日本語では、漢字を輸入した際に同音異義語が多く生じたが、文字表記においてこの特性を生かし、ダブルミーニングによる同音異義語・語呂合わせが蔑称としてよく用いられている。古くは奈良時代や平安時代に和歌や落首で、掛詞という修辞技法を侮辱に応用したものがある。江戸時代のものは多く記録に残っており、最も代表的なものは鳥居耀蔵甲斐守の耀甲斐と妖怪をかけたものがある。現代では新聞の一コマ漫画などの風刺やインターネットスラングで多く用いられる。

### 風刺的綴り違い
英語ではスペル入れ替えや、同じ発音でも単語の境目を変える、などの方法で同音異義語の侮辱や風刺を行うことがあり、風刺的スペル違い（風刺的綴り違い、英語Satiric misspelling）という。
- 長い単語の中の一部分を切り出すと別の単語になる場合 (Hidden puns)。無能な大統領に対しpResident（Resident=ただの住人）と揶揄したり、愛国者法はpatRiot Act（Riot Act=暴力法）にすぎないと批判したり、セラピストをthe/rapistと表記し（セラピストは強姦犯）と皮肉る、というように使われる。
- アルファベットの一部を見た目が似た記号に置き換えることがある。最も典型的なものは、対象が金に汚いという意味を込めて、S→$、E→€、L→£、Y→¥など通貨記号で置き換えるもので、マイクロソフト社 (Microsoft,MS) をMicro$oftないしM$と表記する例は世界中で用いられる。日本国内で見られるものとしては日本音楽著作権協会 (JASRAC) をJA$RA¢などと表記する例がある。
- 黒人差別などの人種差別への批判として、CやKをKKKに置き換える場合がある。具体的には、アパルトヘイト時代の南アフリカ共和国に対するSouth Afrikkkaという表記例などがある。現在のアメリカ合衆国についても、Amerikkkaとの表記が使われる。

### 接辞の付加
日本語での侮蔑呼称には、罵倒を示す接辞をつけて表現するものがある。罵倒を示す接辞には、「くそ…」「…すけ」「くされ…」などがある。前置される「糞」「腐れ」などは、排泄や腐敗を意味し、ネガティブな意味を付加する。
侮辱語の前に接頭語として「ど」または「どん」をつける事によって侮辱の意味を強めることがある。ど下手、ど田舎、どん百姓など。ほか、「二級」「下等」「三流」「平」などの接頭辞を付けて、程度や価値が低いことを表現したり（二級国家、下等人種、三流商社、平社員など）、「万年」を付けて、いつまでも地位や技能が向上しないことを表現することもある（万年係長、万年補欠、万年バイエル、万年ヒラなど）。技術が劣ることを意味する下手を下手糞、下手っぴと接尾辞を加えることもある。
ロシア語圏では、男性性器（フイ）、女性性器（ピズダ）、性交（イェバチ）を表す単語に接頭辞や接尾辞をつけたマットという罵倒語が作られ、悪態、侮蔑が行われる。たとえば、性交（イェバチ）に接頭辞ポドを付加した「ポドイェバチ」は「からかう」という意味になる。罵倒語マットは、動詞、名詞、形容詞、副詞、感嘆詞など多くの品詞にわたって表現がなされる。

### 比喩による侮蔑
ゴミ・クズ・カス・クソ・糞・ウンコなどは、それぞれ一般的に価値が低いとされるもので、それを他の人や物に対する代名詞として使うことで、それらへの侮蔑表現として通用する。日本語以外でもほぼ同様である。例えば、英語Shit（糞）は侮蔑的要素が強い卑語である。
動物名に因んで、動物に喩えて、性格的特徴や身体的特徴を表現する侮蔑語がある。英語圏（特に米国）に於いては、ニワトリ（チキン）は臆病者を表し、相手をチキンと呼ぶことは臆病者とののしる意味がある。中南米に於けるヤギも同様である。
日本語では、野菜の名前が侮蔑表現として機能することがある。たとえば足が太い人に対しての大根（もともと色白の足を褒める言葉だったが、後に太い足を侮辱する言葉になったとされる）・侮辱語の一つであるおたんこなす（「オタンコナス」で1つの言葉、江戸時代の花魁の符牒で「お短小茄子（=小さな男性器）」という侮辱から発生した、という説がある）・色白や細身の男へのモヤシ（っ子） などがある。
存在を疎ましく感じる者、または見下すときに、有害なもの、病気を引き起こしたり汚染や公害の原因となるものに例えることがある。2003年、水戸家裁下妻支部での裁判で、裁判官が「犬のうんこも肥料として使えるのに、暴走族はリサイクルできない産業廃棄物以下」という発言があった。

### 敬語と侮蔑語
敬語と侮蔑語は対立関係にあるが、佐久間鼎らは敬語研究は侮蔑表現も視野に入れる必要があるとした。
また、尊大語を用いたり、場面にそぐわない大げさな敬語を使うことで暗に相手を侮蔑することもある。

### 造語
俗語、スラングとしての侮蔑語のなかには新たに作られた造語もある。漫画やアニメのファンを指す蔑称のオタクは、中森明夫の造語である。しかし、アニメや漫画が日本の文化として一定の地位を築いている現在では｢オタク｣が蔑称としての用法は薄れつつある。

## 侮蔑表現の分類と種類

### 分類方法
侮蔑表現の分類は非常に難しいが重要な作業であると李紋瑜は指摘している。作家の筒井康隆も悪口の分類は必要だが、とてもむずかしい、と指摘している。
筒井康隆の分類
筒井康隆の分類では、動機による分類、目的による分類があり、積極的悪口（面罵）と消極的悪口（陰口）などをあげている。また、形容詞の分類として、架空の動物（悪魔、鬼、魔女、おばけなど）、人間（野郎、デカ、チビ、小人など）、職業（ピエロ、坊主、芸人など）、身体（老体、ミイラ、太鼓腹、デブ、へっぴり腰など）、動物（野獣、ゴリラ、猿、こうもりなど）、鳥、魚、虫、植物、鉱物、加工品、自然現象、生死、病気、精神障害、身体障害などの項目をあげている。
星野命の分類
星野命は、品詞別、文体、文型による分類をあげている。
- 品詞別分類[3]。
  - 名詞：馬鹿、カバ、ブタ、雑魚、タコ
  - 形容詞：チビ、デブ、ケチ
  - 形容名詞：（お前のとうさん）ナナイロ出べそ
  - 副詞：むかつく、おちこぼれ、けっこうけだらけ
  - 動詞：死ね、くたばれ
  - 形容動詞：あまったれ、なめくさって
- 文体、文型による分類[3]。
  - 命令文：出て行け、くたばれ
  - 否定文：ばかにするな、ひっこめ
  - 多語文：馬鹿、あほ、ドジ、おたんこなすかぼちゃ
  - 名詞止め：なんてへたくそ、こんちくしょう、さいてー
  - 接頭辞をつけた動詞名詞：ぼろ学校、くそまじめ、おっ死ね、バカチョンカメラ
  - 接尾辞をつけた表現：いっちまった、いきやがった

また星野命は、場面と対象による分類をあげている。場面は個人的につくもの、集団のなかで第三者を意識しながらつくもの。対象では自分自身、相手、その場にいないひと、相手集団などをあげている。
大石初太郎の分類
また大石初太郎は、相手の人格への侮蔑、暴力誇示、返し言葉、捨て台詞、相手の行動への侮蔑、外見などをあげている。
堀内克明の分類
堀内克明は、死、血、排泄物、のろい言葉、肛門と性器、親、あだ名、悪口ごっこなどをあげている。
李紋瑜の分類
李紋瑜の分類では、直接相手を対象としたものと直接相手を対象としないものをあげ、身体的欠陥、外観、動物の比喩、性格と行為、国民と人種、精神障害、年齢、職業、死と血、排泄物などをあげた。
また、李紋瑜によれば、アメリカの表現の特徴はキリストに関するもの、性行為、排泄物に関するものである。中国の表現の特徴は親、祖先に関するものである。李紋瑜は、これらの背景にはタブー文化の違いがあると指摘している。

### 職業や社会的地位に対する蔑称
社会的地位や職業に対する蔑称には、その属性そのものが侮蔑の対象となるものと、個人や職業を貶める目的で用いられるものに大別される。また、本来は蔑視の意図のない言葉でも、旧称を用いることで侮蔑と取られる場合もあるので注意が必要である。
特に本来「屋」がつかない名称の職業を「**屋」と呼ぶことがあり、特定の職業を安っぽく軽んじて呼ぶ場合と、私利私欲のために行っているとの非難を込めて呼ぶ場合がある。
- 「政治屋」は政治家の蔑称[20] で、特に金権政治に対する揶揄として用いられる。英語でもstatesman(大政治家)と、その場かぎりの駆引きに終始するポリティシャンpolitician(政治屋)を区別されることがあるが、この区別自体が政治的、党派的、主観的であるともいわれる[21]。「選挙屋」は選挙活動家の蔑称。
- 「ブン屋」は新聞記者などに対する蔑称である[注 2]。ほかにマスコミの蔑称として「マスゴミ」がある[22]。また、週刊誌のトップニュースを仕事にしている記者をトップ屋という[20]。

このほか、診察や治療の質が低い医者を藪医者（ヤブ医者、筍医者）、売れない役者を大根役者(英語でHam actor)、歌舞伎俳優を河原乞食、
タクシー運転手や運送業者に対する蔑称に雲助（蜘蛛助)、弁護士の蔑称に三百代言、公務員を「木っ端役人」（中国では小官吏、胥吏、英語でa petty official)、税金泥棒、パワーハラスメントなどで使われる業績の低いサラリーマンに対する給料泥棒 という蔑称などがある。戒律を守らない僧を生臭坊主とする表現もある。
欧米圏では、白人貧困層に対しホワイト・トラッシュという侮蔑表現がある。

### 特定の集団、嗜好に対する蔑称
ギャル
快活な女の子の意であるが、1990年代以降はどちらかというと尻軽女、または遊び癖のある女子の意へと変化していった。
ヤンキー
もとはアメリカ東北部にすむ人、ないしアメリカ人全体の自称または他称であるが、日本では不良少年・不良青年・暴走族の蔑称として用いられることが多い。
現在ではネット上を中心にDQNという単語もある。

### 地域に対する蔑称
「部落」は元々集落を意味する単語だが、被差別地域に関する部落問題において蔑称とされたことがある。
また、裏日本は日本海側の地方を指す地理学用語であったが、蔑称とされることもある
欧米圏では南部出身者に対して「レッドネック」という侮蔑語がある。

### 人種や民族に対する蔑称
以下は人種差別に関する代表的な語彙であり、ヘイトスピーチとみなされ公共の場での発言は著しく忌み嫌われる。戦争中にはプロパガンダで敵国を侮蔑する表現が多く使われる。
欧米
英語圏ではアフリカ系アメリカ人に対する侮蔑語としてニガー、ニグロ、カラードがある。また、ユダヤ人に対する蔑称にジュー (Jew)、カイク (Kike)、Heebがある。日本人を指すJapがユダヤ人の金持ちのどら息子(Jewish American Prince) を指すこともある。ドイツ人への蔑称は「クラウツ(ザワークラウトから）」「ボッシュ 」「フリッツ」「フン(フン族)」 があり、フランス人に対しては「サレンダーモンキー」「フロッグ」、イタリア人に対しては「ウォップ」がある。北米におけるヨーロッパ人を指す蔑称にはユーロトラッシュがある(トラッシュはゴミの意味）。ヒスパニックの蔑称としてグリースボール (Greaseball) またはグリーザー (Greaser) がある。またこれはイタリア人やギリシャ人の蔑称でもあり、主にアメリカ内で使用される。アラブ人への蔑称はムハンマド、その略称のモ (Mo) などがある。日本人の蔑称としてはジャップ、あるいはニップ、「トージョー」がある。ただしこれはもともとはジャパニーズの省略形で蔑称ではなかった。ほか、日本人が経済的な利益ばかりを追い求める姿を皮肉った語としてエコノミックアニマルがある。中国人への侮蔑語はチンク、韓国人・朝鮮人の蔑称にはグックがある。
中南米
グリンゴは主に中南米でアメリカ人を蔑むときに用いられる。チン、チャン、チョンは、中南米において東洋人全般を蔑むときに用いられる。チーノは、ラテン系言語で中国人を意味する一般語彙であるが、中南米では中国人の蔑称として使用されている。
中国
中国語圏（中国・台湾・香港・シンガポールなど）では日本・日本人への最大の蔑称として「日本鬼子」（リーベンクイズ 日本軍が“日本鬼（リーベンクイ）”と呼ばれていた事から）がある。イギリス人に対して「英国鬼子」とも呼んだ。「美帝鬼子」はアメリカを指す。ほか「小日本」（シャオリーベン）、「倭冦」などがある。韓国・朝鮮人の蔑称として高麗棒子がある。広東語では黒人に対する侮蔑語として「黒鬼」（ハッグワイ）がある。また、モンゴル人が蒙古は「無知で古臭い」という意味を持つ漢民族による蔑称であると主張した。ロシア人に対する蔑称として「ホッキョクグマ」がある。
韓国
韓国・北朝鮮では「チョッパリ」（쪽발이、豚足野郎の意。足袋を豚の蹄に見立てた表現）や「ウェノム」（왜놈、倭奴) が使われる。
日本
日本語における欧米人に対する蔑称としては「毛唐」（毛深い唐人が語源）がある。
このほか、アメリカ人に対する蔑称としてアメ公がある。戦争中の日本では「鬼畜英米」が使われた。黒人を「クロンボ（黒ん坊）」、ロシア人に対するロスケ といったものがある。
朝鮮民族への蔑称としてチョン（チョン公・チョンコ）がある。戦前には「不逞鮮人」などの使い方もあった。
中国人への蔑称としては明治時代の日清戦争前後に出たチャンチャン坊主、豚尾（とんび）などがあり、1918年ごろにはチャンコロという侮蔑語が使われた。ほか兵隊シナ語にポコペンなどがある。このほか、太平洋戦争後、蔣介石が「支那」を侮蔑語として使用禁止を申し出たが、英語Chinaと同源であるとする説もあり、蔑称かどうか日本国内で意見が分かれている。また、GHQが朝鮮、台湾など日本の旧植民地人を「Third Nations（敗戦国でも戦勝国でもないもない第3の国）」と呼んだことから生まれた呼称三国人（第三国人）を蔑称とする主張もある。
近年では、韓国・北朝鮮・中国をひとまとめに表現する語として「特定アジア（特ア、特亜）」がある。
アイヌ人に対して、名前にかけて犬呼ばわりする侮辱が昔からある。2021年3月12日、日本テレビ系の情報番組「スッキリ」でアイヌと犬をなぞかけした放送をしてしまい、問題となり、日本テレビは差別に当たるという認識不足を謝罪した。

### 特定個人・組織から派生した侮蔑表現
当時の有名人にちなんで蔑称が付けられる事もある。英語圏では覗き行為の代名詞としてピーピング・トム、日本では出歯亀(池田亀太郎が語源)などがあり、江戸時代の力士「成瀬川土左衛門」の体格が水死体のようであったことが語源とされる土左衛門などがある。
立ち居振る舞いや身体的・精神的な変化をして侮蔑語が作られることもある。
人気女優の宮沢りえが貴ノ花（当時）との破局後、心労のため著しく体重が減少したことを女性週刊誌がりえ痩せと称し、これが他の女性有名人の激ヤセにも用いられた。
朝日新聞上でコラムニストの石原壮一郎が、2007年の安倍晋三首相辞任表明から「仕事も責任も放り投げてしまいたい心情」を表す流行語として「アベする」という言葉を取り上げた。しかし、当時インターネット検索しても件数が少なく流行語とは言えないのではないかとされた。そこでその記事を掲載した朝日新聞の「流行を捏造してまでも貶める行為」などに対して、アサヒるという言葉がつくられた（アサヒる問題）。

### 動物に例える
犬（科）に関するもの
犬は、誰かの忠実な従者であるような人、または他者の秘密をかぎつけようとする人間を蔑むときに、比喩的に用いられる蔑称である。
英語dogは「嫌なやつ、裏切り者、信用ならないやつ」という意味になる。他方で、親愛の情をこめて、お互いが自然児、悪だと認めた上で「裸のつきあい」における「同僚的な用法 (hearty use)」で使われることもある。また、物が対象であると、失敗作、商品価値がないという意味になり、複合語では「偽物」という意味になる。また雌犬bitchは「いやな女、淫らな女」、猟犬houndは「卑劣漢」を意味する。
日本では警察官を「権力の犬」とする表現もある。接頭辞として犬が付加されると「無用の」という意味になり、「犬侍」「犬死」「犬医者（薮医者のこと）」などがあり、犬の接頭辞は有用性を示すとされる。敗者や未婚者のことを意味する負け犬という表現もある。他に「誰かについて回る」という意味では、スパイ、探偵に対しても使われる。罵倒表現としては「犬畜生」、臆病者を意味する「犬の遠吠え」という表現もある。犬のメタファー表現は「役に立たず、劣っていて、それでいて自分の利益のために権力者にすりよる臆病者」という意味を持つ。
聖書でも犬に例えて罵倒表現をする発言が記録されており、詩編22-16ではダビデが敵を指して「犬どもが私を取り巻き、悪者どもの群れが、私を取り巻き、私の手足を引き裂きました」とある。
類似表現としてコバンザメ、腰巾着、寄生虫と言う場合もある。

### 身体的特徴・風貌を指摘する
身体の著しい特徴が侮蔑の対象となることがある。障害者に関連するものは差別であり放送禁止用語として使用されなくなっている。

### 家族（家族構成）に関する表現
本人を直接侮辱するのではなく、家族（特に母親）を侮辱することによって強い侮蔑の意を示すことがある。日本では「おまえの母ちゃんデベソ」が子供の喧嘩の常套句とされる。
- 英語ではマザーファッカー、"you bastard"（私生児野郎）、"son of a bitch"（売女の子供）がある。
- こぶ（瘤）付き - 子供を同伴していることに対する侮蔑[49]。
- かつては未婚の男性を朝鮮語から借用して「チョンガー」と云った[50]。
- 女性が未婚のままであることを侮辱する事がある。近年、『負け犬の遠吠え』のヒットにより、平均的な結婚年齢（いわゆる“適齢期”）を過ぎてなお未婚である女性を負け犬と呼ぶようになった。

### 価値観・言動などを否定する
相手の感性や価値観、言動などを否定したり嘲笑することにより侮蔑することがある。
恥に関するものでは「恥知らず」がある。英語でShame on you。
忘八蛋北京語。忠・孝・礼・信・義・廉・悌・智の八徳目を忘れた者、“馬鹿野郎”の意。
その他、学歴に関するものとしては、
大宅壮一は戦後の新制大学を駅弁大学と侮蔑・揶揄したことがある。

### 人称・尊称
尊敬する気持ちが無いことが明らかなのにあえて尊称を使うこと（いわゆる「慇懃無礼」）により侮蔑の意を示すことがある。しかし、対象の面の皮があまりにも分厚い場合、侮蔑としての役をなさないという難点がある。
- 貴様 - 元は武家の書簡で使われていた敬称（あなた様と同等の意）であるが、江戸時代ごろから口語でも用いられるようになるにつれて尊敬の意味が薄まり、近世後期ごろから蔑称語になった。旧日本軍において上官が部下を呼び捨てるために用いたことで、現代では相手を罵って呼ぶ蔑称語となった。なお、旧日本軍での用法も元は天皇の子である兵（国民）を預かるという名目上、兵に対して尊称を用いる必要があったことに由来する。ただし、大正・昭和期においても貴様は同輩に対する敬称としての意味を持ち、その様子は映画や軍歌においても描写されている。
- 御前（おまえ、ごぜん） - 元は「御前におわす方」、つまり自分より位の高い人物に対する尊称であったが、現代では相手を蔑んだり、親しみの意を込めて呼ぶ際に用いられる[52]。「おめえ」「てめえ」（手前がなまったものとも）は、自分を遜って呼ぶ言葉である「手前」がなまった相手を罵る罵詈雑言。これに匹敵する呼び言葉として「われ」もある（主に関西などでつかわれる）。『宇治拾遺物語』では「おのれ（ら）」としてあずま人が犬や猿への卑罵語として、ほか「おれ」「わたう（我党）」などが卑罵表現として使われている[4]。

### 幼児言葉を使う
幼児に対する言葉遣い（「でちゅね」など）を大人にする事で、相手の無分別を嘲笑する事がある。例外として、カナダのヌートカ人の間では、背の低い人に対して幼児言葉を使う場合、「あなたは背が低いが、それは恥ずべきことではない」という意味の一種の敬意表現だという。

### インターネットにおける侮蔑語
ネットでは文字ベースの通信が盛んになったため、ネット内のコミュニティで通用するスラングをインターネットスラングにおいて、#同音異義語を使った侮辱などが数多く出ては消えている。2ちゃんねる用語の辞典2典Plusでは、集団、企業、学校などに対する多数の侮蔑語が掲載されている。例えば、女性オタクに対して使われる腐女子、幼稚なものを意味する蔑称として厨房、引きこもりを意味する自宅警備員 などがある。

### 動作による侮蔑表現
- 日本国内において（特に子供の間で）行われる動作に、あかんべえ（あっかんべー）がある。これは、舌を相手に向かって出すことで相手を侮蔑する表現である。また片方の目の下まぶたを手の指で引き下げる動作が加わることもある。やや子供っぽい印象を与える。
- 手の甲を相手に向けて手を握り、中指のみを突き出して見せる（男性性器の意）という方法は代表的侮蔑表現である。英語圏においてはファックサインとみなされ、The Finger,The Birdともよぶ[57]。米国文化が世界に広く知られているため、世界の多くの場所で通用する。敵対的で、周囲にも極めて不愉快な感情を与える表現である。
- 笑いが侮蔑の表現手段となることもあり、この笑いは嘲笑（する）、せせら笑う、あざけるなどとも呼ばれる。笑いが侮蔑的意味を含むかどうかは多くの場合は前後の文脈などに依存する。嘲笑を文章で表現する場合、中立的な笑いの表現を流用することが多い。日本語では文末に（笑）をつけるなどの方法で表現する。より直接的に（苦笑）（嘲笑）などと書く場合もある。日本のインターネットスラングでは（笑）の代わりにwを用いることもある[58]。英語ではインターネットスラングとしてlol (laughing out loud) が用いられ、lolololol..と続けて書くことで表現する。

## 侮蔑と文学
侮蔑表現は古今の文学や格言などでも記載されている。

### 格言
古来から言い伝えられている諺や格言、故事にも、侮蔑または差別と捉えられたり、侮蔑を物語るものもある。
- その日暮らし
- 働かざる者食うべからず
- 怠け者の節句働き
- 韓信の股くぐり

### 西洋文学
北欧神話古エッダではロキの口論というエピソードがあり、ロキが神々と侮蔑合戦・毒舌合戦を行う。
5世紀から16世紀にかけては儀式的、文学的に侮蔑合戦を行うフライティングが行われた。
ほか、口論詩という種類もある。

### 日本文学
- 記紀に、愚かを意味する烏滸（おこ）が使われている。
- 馬鹿は「狼藉をはたらく者」として太平記、文明本節用集、運歩色葉集などで使われ、浮世草子・好色一代男などでは愚か者として使われている。
- 阿呆は鴨長明『発心集』第8巻、戦国時代に書かれた『詩学大成抄』で使われ、江戸時代の大久保忠教『三河物語』で「日本一の阿呆弥七郎メ」とある。

『宇治拾遺物語』、『枕草子』、『東海道中膝栗毛』、『浮世風呂』などは罵倒語が豊富であるとされる。『宇治拾遺物語』では卑罵語として「かたい・かつたい（乞食）」「痴（し）れ物（白物）」「くさりおんな（腐女）」などが使われている。
近代の小説では夏目漱石『坊っちゃん』に「ハイカラ野郎の、ペテン師の、イカサマ師の、猫被（ねこっかぶ）りの、香具師（やし）の、モモンガーの、岡っ引きの、わんわん鳴けば犬も同然な奴とでも云うがいい」とある。

### 中国文学
- 『金瓶梅』は罵倒語が豊富である[60]。